# Marcel Gustin
Marcel Gustin (25 november 1895 - 14 januari 1977) was een Belgische atleet, die gespecialiseerd was in de sprint. Hij nam eenmaal deel aan de Olympische Spelen.

## Biografie
Marcel Gustin nam in 1920 op de 100 m en de 200 m deel aan de Olympische Spelen van Antwerpen. Hij werd telkens uitgeschakeld in de series.

## Persoonlijk record
| Onderdeel | Prestatie | Datum | Plaats |
| --------- | --------- | ----- | ------ |
| 100 m     | 10,8 s    | 1922  |        |

## Palmares

### 100 m
- 1913:  BK AC
- 1920: 3e in serie OS in Antwerpen

### 200 m
- 1920: 3e in serie OS in Antwerpen - 24,3 s